# Lahmeyer (BNRJ 01)

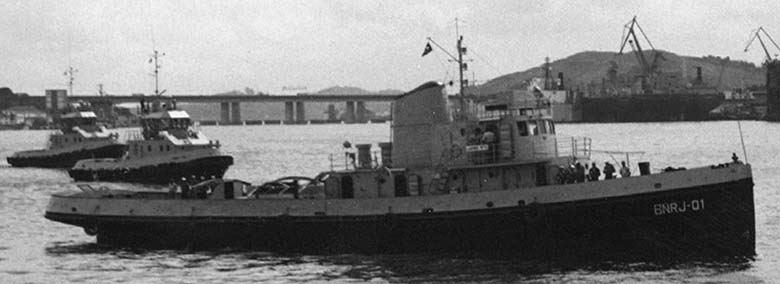
Lahmeyer (BNRJ 01) no porto do Rio de Janeiro.

Rb Lahmeyer (BNRJ 01) é um rebocador de porto da Marinha do Brasil pertencente a Classe Isaias de Noronha.
O navio foi construído no Brasil e a sua incorporação aconteceu em 1972.